# Max Varin
Max Varin (* 1. März 1898 in Basel; † 13. Juni 1931 ebenda) war ein Schweizer Bildhauer. Sein Werk umfasst Skulpturen, Plastiken, Reliefs und Künstlerlarven.

## Leben und Wirken

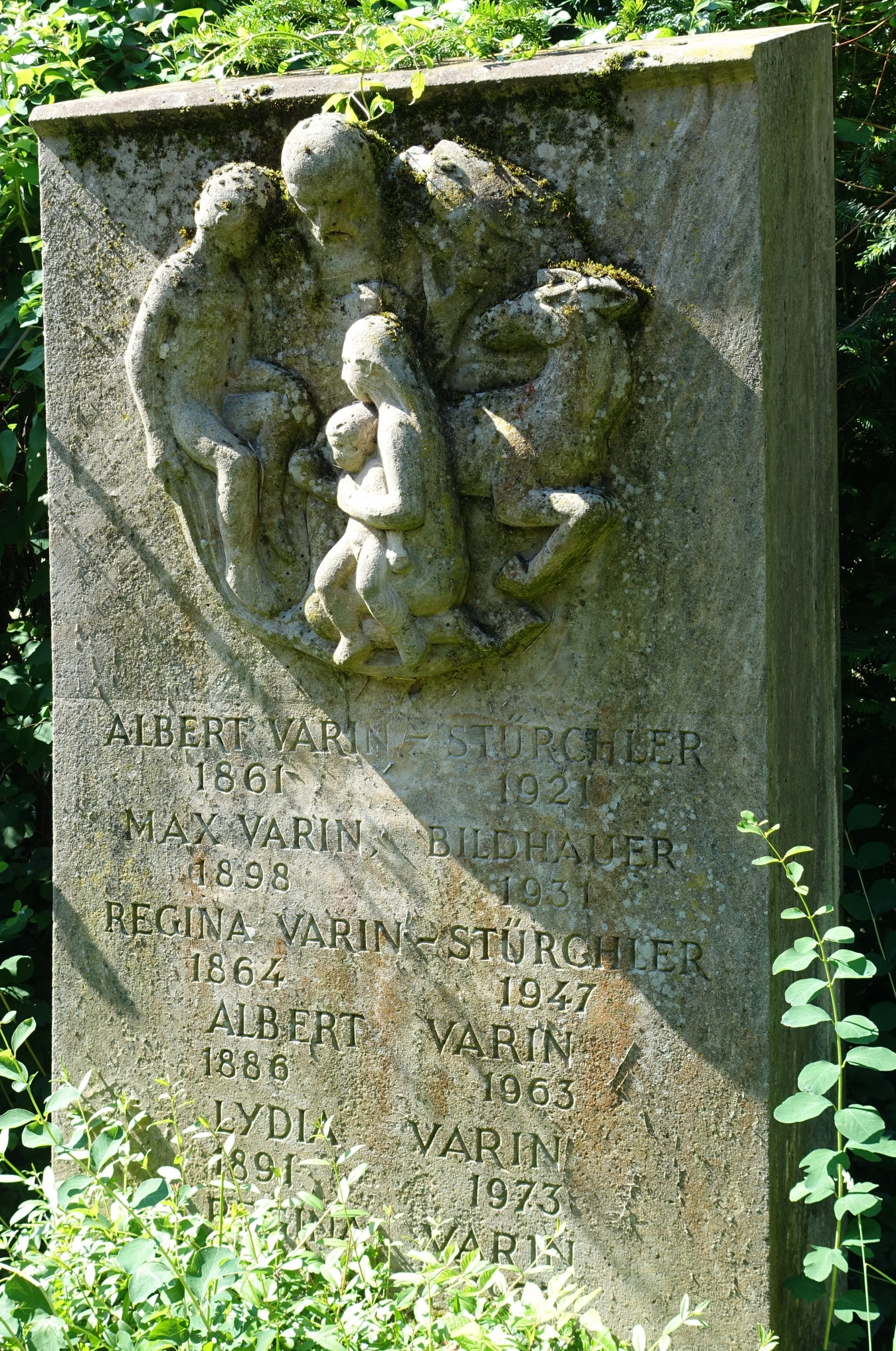
Familiengrab, Wolfgottesacker in Basel.

Max Varin war ein Sohn des Albert Varin (1861–1921) und der Regina, geborene Stürchler (1864–1947).
Varin studierte Bildhauerei bei Otto Meyer an der Allgemeinen Gewerbeschule Basel und stellte seine Werke unter anderem 1923 in der Kunsthalle Basel aus. Anschliessend unternahm er eine Bildungsreise nach Berlin und Paris.
Sein erster grösserer Auftrag war das in Blei gegossene Relief Engel mit Posaune für das Hauptportal der Antoniuskirche in Basel. Im Jahr 1923 hatte Varin mit einem Entwurf unter dem Motto „Gedenkstein“ an der Konkurrenz für das „Wehrmännerdenkmal auf der Batterie in Basel“ teilgenommen. Insgesamt wurden 39 Vorschläge eingereicht. Er wurde mit dem dritten Platz und einem Preisgeld von 800 Franken belohnt. Der Gewinner war Louis Léon Weber mit dem Motto „Wächter“, dem die Ausführung übertragen wurde. Es wurde am 10. Mai 1925 eingeweiht. Wie viele Künstler in Basel schuf Varin Larven für die Basler Fasnacht.
Varin starb nach längerer Krankheit und fand seine letzte Ruhestätte auf dem Wolfgottesacker in Basel.

## Ausstellungen (Auswahl)
- 1923: Kunsthalle Basel
- 1931: Nationale Ausstellung, Genf
- 10. bis 31. Januar 1932: Basler Kunstverein: Gedächtnis-Ausstellung Anny Bodmer-Beck, Jeanne Pflüger, Carl Reber, Adolf Siegrist, Max Varin[6]
- 1933: Kunsthaus Zürich
- 14. April 1946 bis 12. Mai 1946: Sammlung des Kunstvereins (Sammelausstellung Kunsthalle Basel)

## Werke (Auswahl)
- Tanzfiguren (Bronze, Landhaus in Aarburg)
- 1929: Kopf eines Arbeiters (Bleiguss, Kunstmuseum Basel)[7]
- Kopf einer Tessinerin (Bleiguss, Kunstverein Basel)
- Büste des Malers Niethammer (Bronze, Kunstverein Basel, Eduard Niethammer [1884–1967], Sammlungszentrum Bern)
- Plastik (Restaurant zum Antoniter, Gasstrasse 1, Basel)